# Omphalotrigonotis vaginata
Omphalotrigonotis vaginata är en strävbladig växtart som beskrevs av Y. Y. Fang. Omphalotrigonotis vaginata ingår i släktet Omphalotrigonotis och familjen strävbladiga växter. Inga underarter finns listade i Catalogue of Life.